# 碩繡眼鳥
碩繡眼鳥（Zosterops strenuus）是澳洲東部豪勳爵島特有的一種繡眼鳥。
碩繡眼鳥主要呈綠色，約長7.6厘米，腹部呈白色，喉嚨呈黃色。
碩繡眼鳥的巢很鬆散，呈杯狀，以乾草做成，很多時在葡萄樹叢林可以見到。牠們曾經很普遍，但因受到1918年入侵的黑鼠所掠食，最終於1923年滅絕。
碩繡眼鳥雖然細小，但在島內相對的較大。